# ウォーターワールド
『ウォーターワールド』（Waterworld）は、1995年のアメリカ合衆国のSF映画。ケビン・コスナーとケヴィン・レイノルズの共同出資で製作され、レイノルズが監督を務めている。出演はコスナーとデニス・ホッパー、ジーン・トリプルホーンなど。
地球温暖化によってすべての陸地が水没した未来世界を舞台に、一匹狼の戦士と海賊たちの間で展開する熾烈なサバイバル戦を描いている。
ユニバーサル・スタジオ・ハリウッド、ユニバーサル・スタジオ・シンガポール、ユニバーサル・スタジオ・ジャパンのアトラクション（エリア）の一つとして採用されている。
冒頭ではユニバーサル・ピクチャーズのシンボルである「ユニグローブ」が海面に覆われていく様子が描かれている。

## ストーリー
未来の地球は、温暖化の進行により北極・南極の氷が溶けて海面が上昇した結果、陸地がなくなり海だけが広がる海洋惑星となった。そんな状況下でも人類は、海の上で「アトール（環礁）」と呼ばれる浮遊島を建造して生き残っていた。彼らの間では世界のどこかに「ドライランド」が存在するという噂が広まっていた。
一人で海を旅する男はマリナーと呼ばれる進化した人類のひとりであった。マリナーは貴重品である土を飲み水と交換するため、あるアトールに立ち寄るが、彼がミュータントであることが発覚、住民に捕えられる。翌日、マリナーの処刑が執行されるその瞬間、ディーコン率いる海賊集団「スモーカーズ」がアトールを急襲し、アトールは混乱に陥る。マリナーは檻ごと干潟に沈みかけるが、アトールの住民の一人ヘレンに助け出され、少女エノーラとともにアトールからの脱出に成功する。エノーラの背中にはドライランドへの地図の刺青が彫られており、ディーコンの襲撃の目的も彼女だった。
初めはヘレンとエノーラを厄介者扱いしていたマリナーだったが、次第にエノーラの純粋さに心を開く。しかし、補給のために立ち寄った小さなアトールにはスモーカーズが先回りして待ち伏せしていた。抵抗も虚しくエノーラは捉えられ、マリナーのヨットも燃やされる。水も食料も操舵能力も失い漂流していたマリナーとヘレンを見つけたのは、アトール襲撃の混乱の中で誤発進してしまった気球に乗っていたグレゴールだった。
ディーコンの強大な力に怯えるグレゴールらの反対を押し切り、マリナーは単身、スモーカーズの本拠地の廃タンカー（エクソン・ヴァルディーズ号）に潜入し、廃タンカーに火を放ち、混乱に乗じてエノーラを取り戻す。数度の危機を乗り越えディーコンを倒したマリナーは、地図の謎を解いたグレゴールらとともに、気球でドライランドに向かう。
数日後、一行は遂にドライランドを発見、無事に上陸した。しかし、人間にとっては理想郷である陸地も、すでに海上生活に適応進化したミュータントであるマリナーの住むべき地ではなかった。そのことを悟ったマリナーはヘレンら人間たちと別れ、また海へと帰るのだった。

## 登場人物
マリナー
演 - ケビン・コスナー
一人で海を旅する男。正体はミュータント。
ディーコン
演 - デニス・ホッパー
ドライランドへの上陸を企む「スモーカーズ」の助祭。
ヘレン
演 - ジーン・トリプルホーン
環礁で暮らす女性。エノーラを養っている。
エノーラ
演 - ティナ・マジョリーノ
背中に「ドライランド」への地図が彫られた少女。無邪気で朗らか。一方で気が強くヘレンに食って掛かったマリナーに抵抗したこともある。
グレゴール
演 - マイケル・ジェッター
年老いた科学者。
ノード
演 - ジェラルド・マーフィ
「スモーカーズ」の一員。
ドリフター
演 - キム・コーツ
マリナーとヘレンが海の上で出会った男。マリナーにヘレンを差し出すよう要求する。

## キャスト
| 役名             | 俳優                   | 日本語吹替                                            | 日本語吹替                                                       |
| 役名             | 俳優                   | ソフト版                                              | テレビ東京版                                                     |
| ---------------- | ---------------------- | ----------------------------------------------------- | ---------------------------------------------------------------- |
| マリナー         | ケビン・コスナー       | 大塚芳忠                                              | 津嘉山正種                                                       |
| ディーコン       | デニス・ホッパー       | 池田勝                                                | 内海賢二                                                         |
| ヘレン           | ジーン・トリプルホーン | 深見梨加                                              | 松本梨香                                                         |
| エノーラ         | ティナ・マジョリーノ   | 川田妙子                                              | 大谷育江                                                         |
| グレゴール       | マイケル・ジェッター   | 塚田正昭                                              | 田村錦人                                                         |
| ノード           | ジェラルド・マーフィ   | 金尾哲夫                                              | 廣田行生                                                         |
| 保安官           | R・D・コール           | 宝亀克寿                                              | 福田信昭                                                         |
| ドリフター       | キム・コーツ           | 神谷和夫                                              | 登場シーンカット                                                 |
| ドクター         | ジョン・フレック       | 星野充昭                                              | 岩崎ひろし                                                       |
| 水上機パイロット | ジャック・ブラック     | 宝亀克寿                                              | 後藤哲夫                                                         |
| プライアム       | ゼイクス・モカエ       | 立木文彦                                              | 楠見尚己                                                         |
| 長老             | サブ・シモノ           | 辻親八                                                | 益富信孝                                                         |
| ドリフター       | チャイム・ジェラフィ   | 千田光男                                              | 咲野俊介                                                         |
| トルーアン       | ダグ・スピヌッザ       | 立木文彦                                              | 楠見尚己                                                         |
| コックス         |                        | 塚田正昭                                              | 福田信昭                                                         |
| ナレーター       | ハル・ダグラス         | 池田勝                                                | 諸角憲一                                                         |
| その他           | N/A                    | 古田信幸 城山堅 喜田あゆ美 定岡小百合 木藤聡子 松本大 | 水野龍司 小島敏彦 水落幸子 戸田亜紀子 阪口周平 佐藤晴男 竹村叔子 |
| 日本語版スタッフ |                        |                                                       |                                                                  |
| 演出             |                        | 伊達康将                                              | 佐藤敏夫                                                         |
| 翻訳             | 戸田奈津子（字幕）     | 岩佐幸子                                              | 佐藤恵子                                                         |
| 制作             |                        | 東北新社                                              | 東北新社                                                         |

- ソフト版：VHS、DVD、BD収録
- テレビ東京版：初回放送2002年9月19日 21:02-23:14 『木曜洋画劇場』※35周年特別企画

## 製作
撮影は、2年後の映画タイタニックで使用されたものと類似した、ハワイ沖の太平洋に位置する巨大な人工海水水槽で行われました。最後のシーンは、「王家の谷」とも呼ばれるハワイ島のワイピオ渓谷で撮影されました。追加撮影はカリフォルニア州のロサンゼルス、ハンティントンビーチ、サンタカタリナ島で行われた。

## 評価

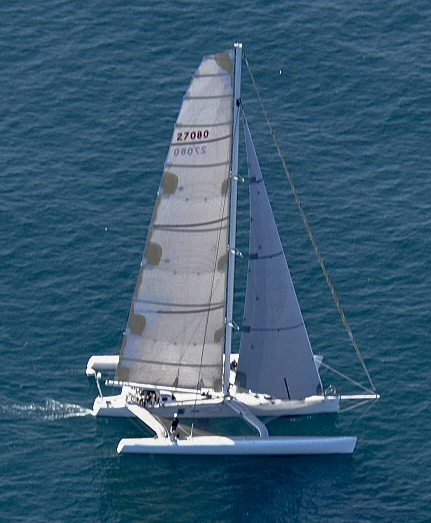
撮影に使われた三胴船「LoeReal」

本作の撮影はハワイ沖で行われたが、セットを移動するだけでも6時間はかかり、また海が荒れたせいで撮影が丸一日中止してしまうことがあった（それだけで1日25万ドルの損失が出た）。それ故製作費は当時で1億7500万ドルという莫大なものになった作品だが、興行収入は必ずしも良いと言えるものではなく、世界市場でようやく足が出ずに終わるくらいだった。
Rotten Tomatoesによれば、64件の評論のうち高評価は45%にあたる29件で、平均点は10点満点中5.5点、批評家の一致した見解は「公開当時は不愉快な風評に悩まされたが、『ウォーターワールド』は結局のところ野心的な失敗作である。無駄に贅沢なSF映画で、まともな場面もあれば馬鹿げた場面もたくさんある。」となっている。
Metacriticによれば、17件の評論のうち、高評価は8件、賛否混在は8件、低評価は1件で、平均点は100点満点中56点となっている。
第68回アカデミー賞では音響賞にノミネートされた。最低映画作品を決める第16回ゴールデンラズベリー賞では最低助演男優賞をデニス・ホッパーが受賞し、最低作品賞、最低男優賞、最低監督賞はノミネートにとどまった。

## 特別版
本作には劇場公開版にカットされた40分のシーンを追加した特別版が存在する。
追加されたのは海に暮らす人々の生活風景や、船を破壊されたマリナーが漂流するシーンに加えて、マリナーがドライランドから立ち去った後に人々がエドモンド・ヒラリーとテンジン・ノルゲイのエベレスト山頂到達を記録した金属板を発見するシーンなどである。

## TVゲーム
ウォーターワールド (ゲーム)
Super Nintendo、ゲームボーイ、バーチャルボーイ、PCなど様々なゲーム機種でゲーム化もされた（いずれも日本未発売）。セガサターンと3DOでもゲーム開発されていたがキャンセルされている。

## 小説
Arrow Booksから出版でノベル小説化もされた。マックス・アラン・コリンズによって書かれ、映画版の内容がより詳細に書かれている。

## コミック
1997年にAcclaim Comicsからコミック作品『Waterworld: Children of Leviathan』が発表された。全4冊からなり映画の続編の物語となっている。